# Dorothy Manley
Dorothy Gladys Manley (poročena Hall in Parlett), angleška atletinja, * 29. april 1927, London, Anglija, Združeno kraljestvo, † 31. oktober 2021, London
Nastopila je na olimpijskih igrah leta 1948 ter osvojila srebrno medaljo v teku na 100 m in šesto mesto v štafeti 4x100 m. Na evropskih prvenstvih je osvojila naslov prvakinje v štafeti 4x100 m in bronasto medaljo v teku na 200 m leta 1950, na igrah Britanskega imperija pa srebrno medaljo v štafetnem teku na 660 jardov in bronasto v štafetnem teku na 440 jardov leta 1950.